# Digitální ekonomika

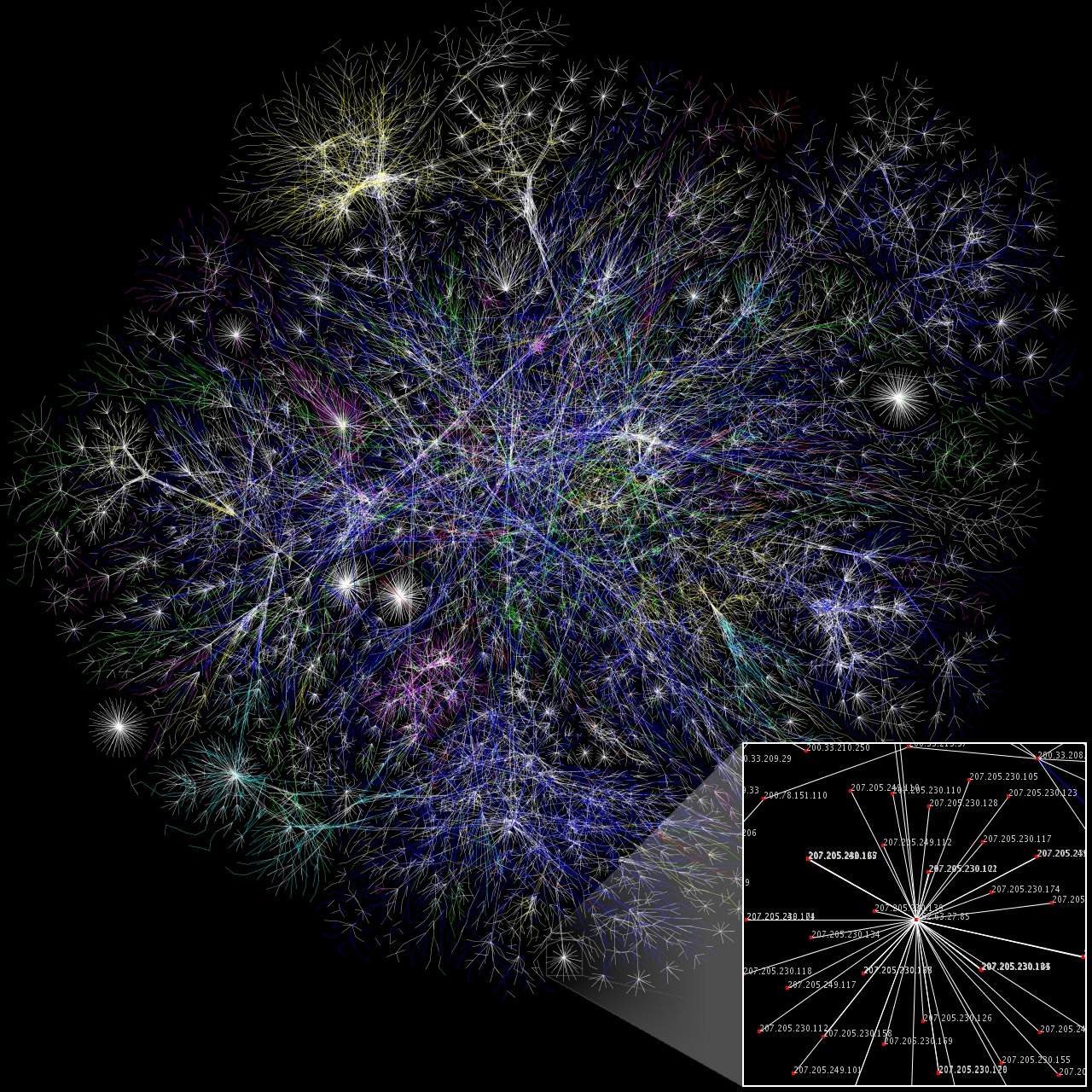
Grafické znázornění části internetu.

Digitální ekonomika je označení pro revoluční způsob alokace zdrojů, jenž hojně využívá informačních a komunikačních technologií. Díky nim se mění struktura řízení podniků a vznikají i nová odvětví. Jedná se o proces, který prostupuje celou společností a je provázán s koncepcí informační společnosti. Pro rozvoj digitální ekonomiky je klíčový kvalitní přístup k internetu. Digitální ekonomika představuje výzvu pro země i regiony. Její podpora, součást e-governmentu, může zvýšit konkurenceschopnost země. Naopak státy, které ji nepřijmou, se mohou potýkat s vážnými socioekonomickými problémy. Ukazuje se ale, že i v případě chybějící státní podpory mohou v digitální revoluci uspět odhodlaní jedinci.

## Původ pojmu
Termín digitální ekonomika poprvé použil Don Tapscott, který v roce 1995 ve své knize Digitální ekonomika: naděje a hrozby věku informační společnosti jako jeden z prvních odhadl budoucí význam internetu pro celou ekonomiku. Na toto dílo Tapscott navazuje v roce 2006 knihou Wikinomie, jejímž cílem je ukázat firmám a jednotlivcům cestu nových přístupů a inovací k rozvoji a konkurenceschopnosti. Podle Tapscotta žijeme v revoluční době, kdy dochází k rozvoji kolaborativní ekonomiky, v níž: ,,(...) firmy mohou existovat vedle sebe s miliony samostatných tvůrců, kteří se mohou propojovat a společně vytvářet hodnoty (prostřednictvím děl, obsahů aj.) ve volně propojených sítích."

## Vymezení a definice
Známí futurologové Heidi a Alvin Tofflerovi používají pro popis změn a procesů, které v západní společnosti začaly ve druhé polovině dvacátého století, označení třetí vlna (první vlnou byla revoluce zemědělská, druhou industriální). Albert Gore poukázal již v roce 1995 na nutnost propojení telekomunikačních technologií a udržitelného rozvoje: ,,Telekomunikace a vytváření globální informační infrastruktury je vstupním předpokladem pro udržitelný rozvoj, ekonomický růst bez poškozování životního prostředí a pro podporu demokracie ve světě.”
Současný proces digitální transformace se rapidně zrychluje, je všudypřítomný a všeprostupující. Proniká nejen do stávajících oblastí lidského života ale vytváří i oblasti nové. Hovoří se proto také o čtvrté průmyslové revoluci. Je pravděpodobné, že většina stávajících povolání časem zanikne a lidé budou pracovat v oborech, které ještě neexistují. Digitální ekonomika bude hrát zásadní roli. Celoživotní učení, vyhledávání a osvojování nových informací a znalostí, se stane základní podmínkou nejen pro konkurenceschopnost jedince a společnosti v tržním prostředí, ale i pro další oblasti jejich životů.
Digitální ekonomika není totéž, co přístup k internetu. V první fázi se digitální ekonomika zaměřovala zejména na digitalizaci obchodních transakcí. Poté, co byla vybudována digitální infrastruktura, přišel na řadu koncept označovaný jako e-business, což je soubor procesů, které umožňují různé formy obchodování a podnikání na internetu. Jeho důležitou součástí je zabezpečení převodů peněz, ochrany informací a opatření proti falšování elektronických podpisů.
Jedním z konkrétních projevů e-businessu je elektronické obchodování (tzv. e-komerce), e-shopy a s nimi související e-služby jako možnost platit platební kartou, přes PayPal, Q&A či online reklamace.
V současnosti je digitální ekonomika vnímána spíše jako odstraňování hmotných statků a nahrazování je těmi virtuálními. Hovoříme o ekonomii s minimálními či nulovými mezními náklady, protože díky automatizaci výroby, decentralizaci energetiky a přechodu na obnovitelné zdroje by i náklady na výrobu věcí, které nelze digitalizovat, měly klesnout blízko k nule. Příkladem digitalizovaných odvětví je třeba výroba knih, distribuce hudby nebo digitální vzdělávání.
Do budoucna je výzvou integrovat digitální ekonomiku s dalšími novými technologiemi a trendy jako je nástup průmyslu 4.0 a masové rozšíření 3D tiskáren.

## Témata digitální ekonomiky
D. Tapscott definuje 12 témat, které jsou charakteristická ve střetu dvou ekonomik – staré a nové. "Novou" ekonomiku pak lze chápat jako "digitální ekonomiku":
1. Kvalifikace
2. Digitalizace
3. Virtualizace
4. Molekularizace
5. Integrace a síťová orientace
6. Zánik mezičlánků
7. Konvergence
8. Inovace
9. Role zákazníka
10. Bezprostřednost
11. Globalizace
12. Nerovnost

## Odstranění prostředníků směny
Jednou z výhod je odstraňování mezičlánků směny jako jsou agenti nebo velkoobchodníci. Pomocí srovnávacích a aukčních internetových portálů se posiluje role spotřebitele. Pokud je možnost koupit si zboží přímo od výrobce, je pak pravděpodobné, že jeho marže bude nižší, než když mezi ním a zákazníkem bude stát ještě prostředník, což činí pozici zprostředkovatele na trhu nadbytečnou.

## Rozvoj digitální ekonomiky
V současnosti se uvádí, že internet na planetě využívá více než 3,1 miliardy uživatelů. Relativně nejvíce je jich v Severní Americe, a to přes 85 %. Nejvíce dynamické trhy jsou naopak ty africké a asijské, kde má přístup k internetu asi pouze 28 %, respektive 35 % lidí (2014). Mezi ekonomikami, které se nacházejí mimo Evropu a Severní Ameriku, můžeme najít některé z těch, které v oblasti digitálních inovací zažívají nejprudší rozvoj. Jsou to Mexiko, Chile, Thajsko, Malajsie, Jihoafrická republika a Čína.
Digitální ekonomika postihuje všechny oblasti lidské činnosti – ovšem ne všechny rovným dílem. Některá odvětví se transformují rychleji, jiná pomaleji. Zásadní roli v digitalizaci jednotlivých odvětví hraje nejen lokalita a její připravenost na změnu, ale i konkrétní aktéři, kteří se podílí na rozhodovacích procesech (příkladem může být masivní rozvoj digitalizace ekonomiky a státní správy v Estonsku, kde hlavní roli sehrála příznivá politická situace).
Digitální ekonomiku ve spojení se strategií Průmysl 4.0 nelze efektivně řešit bez souvislostí s digitální logistikou a z ní vyplývajících efektů.
V současné době je ústředním tématem digitální ekonomiky několik oblastí. Jednou z nich je oblast státní správy a e-governmentu. V Estonsku se pomocí kvalitní digitalizace dosáhlo značné úspory státních prostředků. Estonský úřad pro informační technologie odhaduje, že se takto daří ušetřit až dvě procenta HDP ročně. Je možno říci, že v Estonsku již ,,vedle fyzického státu vyrostl stát druhý – digitální“ (slova konzultantky neziskové organizace e-Governance Academy Mari Pedakové). Další oblastí, kterou je možné zefektivnit, je oblast zdravotnictví, vzdělávání a přenosu informací.
S rozvojem digitální ekonomiky souvisí problematika digitálního rozdělení či propasti (tzv. digital gap). Kdy dochází ke stratifikaci oblastí a zemí v závislosti na přístupu k informacím. Digitální rozdělení ale ,,nemusí být chápáno jen jako rozdělení mezi národy a zeměmi, ale i uvnitř určitého státu nebo společenského uskupení."

## Evaluace
Od roku 2008 vychází Digital Evolution Index, jenž měří připravenost země na digitalizovanou budoucnost. Součástí indexu je pouze 50 zemí, těch, kde je digitální infrastruktura dostatečně rozvinutá na to, aby bylo možné provést měření.
Kritéria, která používá, jsou:

### Poptávka
Odvíjí se od příjmů obyvatelstva a demografické struktury země. Sleduje se rovněž celkový počet uživatelů internetu, aktivitu na sociálních sítích a spotřebitelské návyky.

### Nabídka
Dostupnost technologií a rozvoj digitální infrastruktury, zejména do jaké míry je možné na internetu obchodovat.

### Instituce
Podpora digitálního rozvoje ze strany státu, možnosti komunikovat se státní správou a využívat služeb na internetu.
Digital Planet Report rozděluje měřené země do 4 kategorií: Stand Out, Stall Out, Break Out a Watch out. Česká republika spadá podle této kategorizace do „Stall Out“ (pozastavit se), což jsou země, které v minulosti dosáhly jisté míry digitálního pokroku, ale v současnosti nestíhají světové trendy. Na ose pokroku v rámci digitálního ekosystému se podle dat z roku 2013 umístila na předposledním místě.

### Inovace
Úroveň digitálního prostředí pro vznik startupů a celkového stavu konkurenčního prostředí na internetu.

## Digitální ekonomika v kontextu udržitelného rozvoje

### Snižování zátěže pro životní prostředí
Největší předností digitální ekonomiky je, že pomáhá propojovat lidi a třídit informace, což v důsledku vede k efektivnější alokaci zdrojů. Cirkulární ekonomika, jež je pro udržitelnost klíčová, vyžaduje sdílení informací pomocí open sourcových platforem a také se soustřeďuje na omezení odpadů a zplodin, které vznikají při výrobě. Vzhledem k tomu, že některá odvětí lze přenést do digitální sféry, klesá také environmentální zátěž spojená s výrobou a přepravou produktů. Tyto problémy nám digitální ekonomika může pomoci pomůže vyřešit.

### Efektivita procesů
Jedním z užití digitální ekonomiky pro potřeby udržitelnosti je distribuce energie poté, co dojde k její decentralizaci. Pokud se nám podaří vynalézt ještě efektivnější metody akumulace a přenosu energie, dalším krokem bude zvýšení efektivity distribuce, která je důležitá zejména u energie z obnovitelných zdrojů, neboť jejich produkce je velmi často závislá na geografické poloze. Na energetice se dá dobře demonstrovat jedna ze základních předností digitální ekonomiky, a to konstantní možnost spojování nabízejících a poptávajících.

### Kumulace poptávky po změně
Díky digitálnímu prostoru se může stále více lidí organizovat pod hlavičkou společných zájmů. Boj proti změně klimatu je třeba takovým tématem, které dokázalo vytvořit bezpočet iniciativ a kampaní vytvářejících tlak na politickou reprezentaci, crowdfundingové aplikace mohou do jisté míry suplovat veřejný sektor při podpoře projektu ve veřejném zájmu.

## Digitální ekonomika v Česku
Česko v minulosti v rozvoji digitální ekonomiky poněkud zaostávalo. Prvním významným textem zabývající se touto problematikou se stala vládou přijatá strategie Státní politika v elektronických komunikacích – Digitální Česko. Ta byla schválena dne 19. ledna 2011. Aktualizovaná byla v roce 2013 s přídomkem 2.0, jednalo se o ambiciózní dokument, který se ale nedařilo příliš naplňovat. V roce 2013 vzniká také Institut pro digitální ekonomiku jako platforma pro tematický dialog mezi soukromým a veřejným sektorem. Návrhy nových opatření a jejich implementací se v současné době zabývá Rada pro výzkum, vývoj a inovace. Její předseda Pavel Bělobrádek prohlašuje, že: Digitální ekonomika musí být pro Česko prioritou. Koncem srpna vláda schválila pak vláda schválila plnění projektu Digitální Česko. Je proto možné tvrdit, že se digitální ekonomika v Česku začíná rozvíjet. Internetové služby veřejného sektoru jsou ovšem jedny z nejhorších v rámci EU a brzdí tak Česko v celkových žebříčcích digitálního rozvoje. Jedním z podnětů k řešení digitální ekonomiky na vládní úrovni je plán Evropské komise na finanční podporu. Ta se snaží o propojení ekonomik jednotlivých členských států v rámci digitálního tržního prostředí. Podle návrhů Evropské komise může přinést rozvinutý Evropský digitální trh Česku 415 miliard eur ročně a vytvořit množství pracovních míst.
V říjnu 2015 se Ministerstvo průmyslu a obchodu rozhodlo podpořit rozvoj start-upů investicí 2 miliardy korun. Podporovat rizikový kapitál bude prostřednictvím nově založené investiční společnosti nazvané Národní inovační fond.

#### Tematické články
- Institut pro digitální ekonomiku
- Digitální Česko v. 2.0 Cesta k digitální ekonomice
- PŘEDEHNAT EVROPU: ČESKO CHCE BÝT VELMOCÍ DIGITÁLNÍ EKONOMIKY Archivováno 6. 6. 2020 na Wayback Machine.
- Nová průmyslová revoluce. Nezaspěte nástup Práce 4.0
- Digitální agenda pro Evropu
- Jak auta bez řidiče vidí silnici
- O růstu nezaměstnanosti a úpadku demokratických společností
- Třetí průmyslová revoluce aneb konec vlastnické ekonomiky